# 顾客感知价值
顾客感知价值（Customer Perceived Value，CPV）是指在获取产品或服务过程中，顾客感知到的利益与其所付出的成本权衡后对产品或服务效用的评价。这是一种主观感受。
- Zeithaml结合多人的观点，将感知价值定义为四个方面[1]：

1. value is low price  一些受调查者将价值等同于低价。表明他们必须放弃感知价值中最突出的部分
2. value is whatever I want in a product  也有受调查者强调价值是可以作为商品让他们从中获益。
3. value is the quality I get for the price I pay  还有受调查者将感知价值定义为付出的“价格”和得到的“质量”之间的权衡。
4. value is what I get for what I give  另一些受访者认为感知价值就是所有和“付出”与“所得”有关的一切。